# Hollow Years
A Hollow Years a progresszív metal együttes Dream Theater 1997-ben megjelent kislemeze, melyet a Falling into Infinity című albumhoz adtak ki. A kislemezre az albumon is szereplő, címadó akusztikus lírai szám két különböző változata mellett felkerült két kiadatlan dal is. A "You or Me" az albumon hallható "You Not Me" eredeti, demós változata, míg a "The Way It Used to Be" csak ezen a kislemezen szerepel.
A Hollow Years kislemez japán kiadása dupla olyan hosszú, köszönhetően a két bónusz koncertszámnak, melyeket 1996. december 14-én vették fel Old Bridge-ben (New Jersey, USA). A "Burning My Soul" különlegessége, hogy hosszú hónapokkal a Falling into Infinity album megjelenése előtt játszották el élőben, és magába foglalja a "Hell's Kitchen" című számot is.

## A kislemez dalai
1. "Hollow Years" (radio edit) – 4:16
2. "Hollow Years" – 5:55 videóklip
3. "You or Me" ("You Not Me" demo version) – 6:25
4. "The Way It Used to Be" (non-album track) – 7:47

Japán kiadás bónusz dalai
1. "Burning My Soul" (live) – 8:19
2. "Another Hand / The Killing Hand" (live) – 13:27

## Közreműködők
- James LaBrie – ének
- John Petrucci – gitár
- John Myung – basszusgitár
- Mike Portnoy – dobok
- Derek Sherinian – billentyűs hangszerek

## Külső hivatkozások
- Dream Theater hivatalos oldal
- Encyclopaedia Metallum – Dream Theater: Falling into Infinity
- Encyclopaedia Metallum – Dream Theater: Hollow Years
- ProgArchives – Dream Theater: Hollow Years